# Hermano (film 2010)
Hermano è un film venezuelano del 2010 prodotto da Enrique Aular, scritto da Rohan Jones e Marcel Rasquin e diretto da Marcel Rasquin.
Il film è stato presentato in anteprima il 19 giugno 2010 al Festival di Mosca.
Il film è poi uscito nei cinema di Caracas il 2 luglio 2010.

## Trama
A Caracas, una delle città più pericolose al mondo, Julio e sua madre stanno camminando vicino al carcere La Planta.
Ad un certo punto egli sente un pianto e crede che si tratti di un gattino, ma quando si avvicina al punto da cui proviene il lamento scopre che si tratta invece di un bambino abbandonato nel bel mezzo di una discarica di strada. La madre inizialmente esita a prendere il bambino con loro, ma poi decide di prenderlo.
Sedici anni dopo, Julio e il suo fratellino Daniel sono cresciuti per diventare i migliori calciatori de La Ceniza. Mentre Daniel, soprannominato "El Gato" (il gatto) è un ragazzo innocente che sogna di giocare nel Caracas FC, una delle principali squadre della Primera División de Venezuela; Julio fa invece parte di una banda.
Nel corso di una partita contro la squadra di La Vega entrambi attirano l'attenzione di un talent scout del Caracas FC, che li incoraggia a partecipare ai provini della loro squadra giovanile. Daniel è estremamente motivato mentre Julio si fa sempre più coinvolgere in azioni malavitose con la sua banda.
Una notte la loro madre viene accidentalmente uccisa dal portiere della squadra. Daniel è testimone di questo delitto, ma decide di non raccontare nulla al fratello perché teme che Julio potrebbe volersi vendicare piuttosto che rimanere concentrato sui provini calcistici. A Daniel viene offerto un contratto con il Caracas ma senza il fratello. Daniel rifiuta e pone la condizione di fare un contratto ad entrambi. Il talent scout del Caracas prima ritira il contratto anche a lui e poi indica che proporrà il contratto solo se vinceranno il torneo a cui partecipano. Daniel cerca di convincere il fratello, che intanto cerca solo vendetta e i due partecipano e stanno per pareggiare la partita. Daniel, però, ha un alterco con il fratello per non avergli raccontato la verità, Julio allora esce dal campo e Daniel, dopo aver segnato, corre dal portiere, autore del delitto della madre, e inizia a prenderlo a calci sul viso fino a ucciderlo. La banda del portiere inizia così a sparare generando una grande confusione.
L'ultima scena del film mostra Julio su un campo di calcio professionista durante i saluti di inizio partita che, con le lacrime agli occhi, si fa il segno della croce, alza gli occhi e guarda al cielo.

## Accoglienza
Il film è stato acclamato in tutto il mondo fin dalla sua introduzione al Festival di Mosca, dove ha ottenuto ben tre premi tra cui il premio assegnato dal pubblico e dalla critica.

## Premi e Nomination
| Anno | Manifestazione                                 | Premio                             | Categoria         | Ricevente | Risultato       |
| ---- | ---------------------------------------------- | ---------------------------------- | ----------------- | --- | --------------- |
| 2010 | Havana Film Festival                           | Premio Speciale della Giuria       | Miglior Film      | Marcel Rasquin A&B Producciones Centro Nacional Autónomo de Cinematografía Wanda Distribución Cinematográfica de Films S.A. Music Box Films | Vincitore/trice |
| 2010 | Huelva Latin American Film Festival            | Golden Colon                       | Miglior Film      | Fernando Moreno Juan Antonio Diaz A&B Producciones Centro Nacional Autónomo de Cinematografía                                               | Vincitore/trice |
| 2010 | Los Angeles Latino International Film Festival | Audience Award                     | Miglior Film      | Marcel Rasquin A&B Producciones Centro Nacional Autónomo de Cinematografía                                                                  | Vincitore/trice |
| 2010 | Festival di Mosca                              | Audience Award                     | N.D.              | Marcel Rasquin | Vincitore/trice |
| 2010 | Festival di Mosca                              | Giorgio d'Oro                      | N.D.              | Marcel Rasquin | Vincitore/trice |
| 2010 | Festival di Mosca                              | Russian Film Critics Award         | N.D.              | Marcel Rasquin | Vincitore/trice |
| 2010 | São Paulo International Film Festival          | Premio Internazionale della Giuria | Miglior Film      | Marcel Rasquin | Candidato/a     |
| 2010 | Viña del Mar Film Festival                     | Grand Paoa                         | Miglior Film      | A&B Producciones Centro Nacional Autónomo de Cinematografía Wanda Distribución Cinematográfica de Films S.A. Music Box Films                | Candidato/a     |
| 2011 | Lima Latin American Film Festival              | Audience Award                     | N.D.              | Marcel Rasquin | Vincitore/trice |
| 2011 | Lleida Latin-American Film Festival            | Audience Award                     | N.D.              | A&B Producciones Centro Nacional Autónomo de Cinematografía Wanda Distribución Cinematográfica de Films S.A. Music Box Films                | Vincitore/trice |
| 2011 | Lleida Latin-American Film Festival            | N.D.                               | N.D.              | Marcel Rasquin A&B Producciones Centro Nacional Autónomo de Cinematografía Wanda Distribución Cinematográfica de Films S.A. Music Box Films | Vincitore/trice |
| 2012 | Lume International Film Festival               | Premio della Giuria                | Best Feature Film | Marcel Rasquin | Candidato/a     |
| 2013 | Premi ACE                                      | Premio ACE                         | Miglior attore    | Fernando Moreno | Vincitore/trice |